# Código de conducta pirata

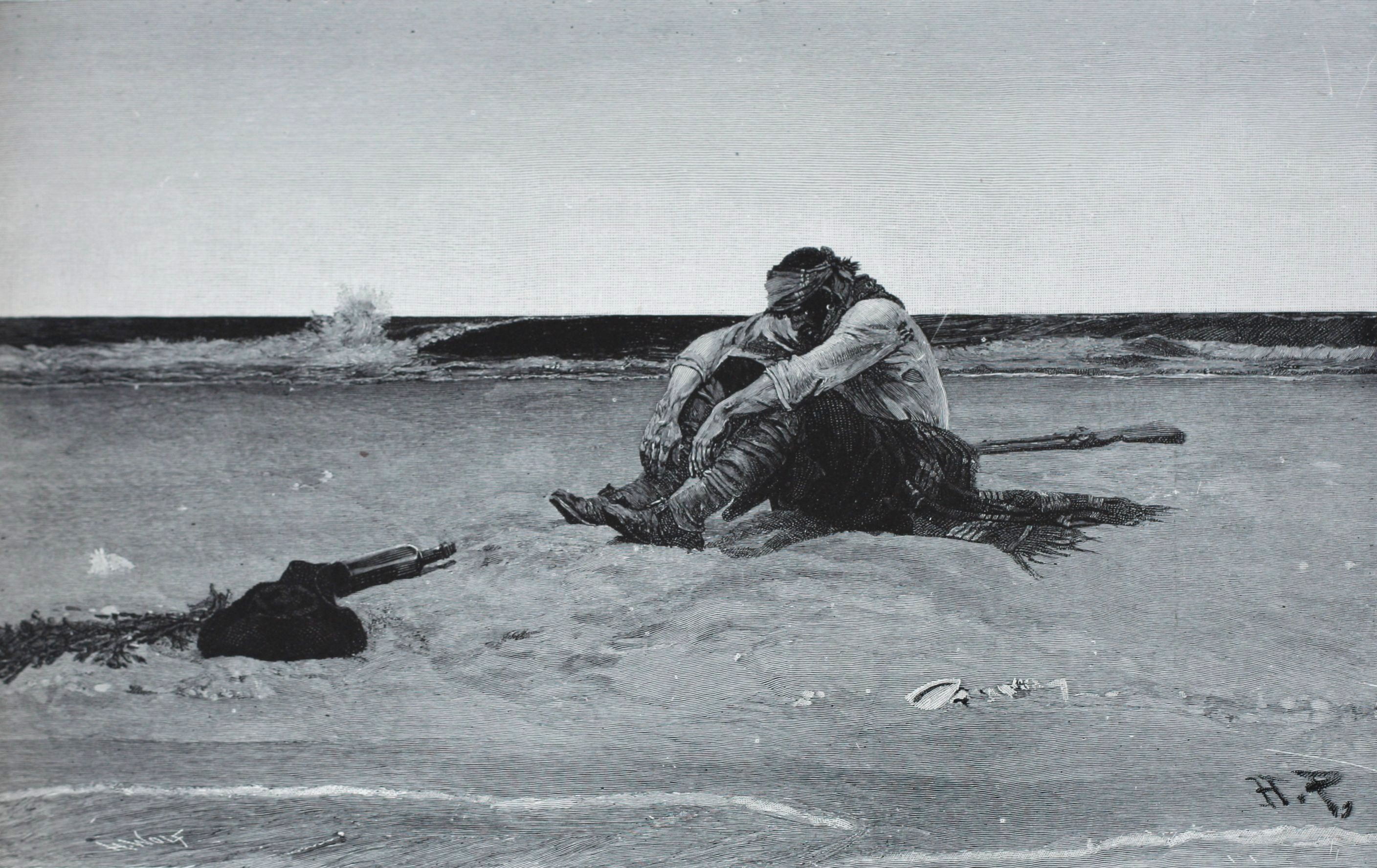
Un pirata abandonado a su suerte según Howard Pyle.

Se conoce como  código de conducta pirata, código pirata o Charte Partie  , al acta firmada entre filibusteros para fijar las normas y castigos a ser implantados en un barco para mantener la convivencia a bordo. En términos generales, tal carta incluía el lugar y la fecha del acuerdo, nombre del barco, objetivos de la operación a realizar, reparto del botín, compensación para los piratas heridos y el establecimiento de la obediencia a los superiores. Cada tripulación pirata podía tener que honrar su propio código. La solemnidad del juramento ante el escrito consistía en poner una mano en una botella de ron y la otra sobre una Biblia (también un crucifijo o hacha de abordaje), y se firmaba con el nombre o trazando una cruz.
Entre los delitos a ser considerados se incluían ocultar lo robado, despojo entre camaradas o trampas de juego. En ocasiones se optaba por entregar al imputado a las autoridades más próximas, regularmente en la Jamaica británica o en Isla de la Tortuga (Saint Domingue). También se estipulaba, para faltas menores, el abandono del individuo en una isla. Allí era dejado a su suerte con una botella con agua, un poco de pólvora, arma y municiones. Tal acción era denominada marooning (del castellano ‘cimarrón’).

## Ejemplos de la normativa
Dentro de los casos más conocidos de estas disposiciones, se encuentra la escritura firmada por los tripulantes de la flota de Henry Morgan previamente al ataque a la Ciudad de Panamá, según aparece relatado en el libro Piratas de América de Alexander Olivier Exquemelin. Los acuerdos incluían los premios e indemnizaciones a pagar después del asalto, entre los cuales se mencionaban: pago a Morgan de la centésima parte de lo apropiado; los capitanes obtendrían la porción de ocho marineros por los gastos de cada navío; por la pérdida de dos piernas se retribuiría con mil quinientos pesos o quince esclavos.
Quizá la normativa más conocida son los artículos emitidos por el pirata Bartholomew Roberts. Los preceptos, once en total, regulan varias actividades a bordo entre ellas la prohibición del juego de cartas y dados, obligación de mantener limpio el armamento, prohibición de mujeres y niños a bordo, penas por deserción, o la regulación del duelo entre los tripulantes.
Es sabido que muchos otros piratas tenían sus propios artículos. Sin embargo, pocos han sobrevivido, ya que ante el riesgo de ser capturados, solían quemarlos o arrojarlos por la borda, para evitar que pudieran ser usados como pruebas que los incriminaran.
Un ejemplo del código pirata podía ser el siguiente:
I. Todo hombre tiene voto; tiene derecho a provisiones frescas o licores fuertes, y si le corresponden, puede usarlos a voluntad, salvo en periodos de escasez o por el bien de todos.
II. El botín se repartirá uno a uno, por lista; pero si alguien defrauda o engaña, el abandono en una isla desierta será su castigo.
III. No se puede jugar a las cartas o a los dados por dinero.
IV. Las luces y velas se apagan a las ocho en punto de la noche: si algún miembro de la tripulación quisiera seguir bebiendo, tendrá que hacerlo en cubierta.
V. Mantener la pistola y sable limpios y aptos para el combate.
VI. No se permiten niños ni mujeres en el barco. Si cualquier hombre fuera encontrado seduciendo a cualquiera del sexo opuesto, y la llevase al mar disfrazada, sufrirá la muerte.
VII. Abandonar el barco o quedarse encerrado durante una batalla se castigará con la muerte o abandono.
VIII. No se permiten las peleas a bordo. Se pondrá fin en la costa, a espada y pistola. Si tras disparar, ninguno acierta, se batirán con sus espadas, siendo declarado vencedor el que consiga la primera sangre del rival.
IX. Ningún hombre puede abandonar esta forma de vida hasta que haya compartido mil libras en el fondo común.
X. El Capitán y el Intendente reciben dos partes de cada botín; el maestre, contramaestre y el cañonero una parte y media; y el resto de oficiales parte y cuarta.
XI. Los músicos tienen que descansar el sábado.